# Rouille naine de l'orge

La rouille naine de l'orge, ou rouille brune, est une maladie fongique qui affecte les cultures d'orge. Provoquée par une espèce de champignons basidiomycètes phytopathogènes, Puccinia hordei, c'est la plus importante des maladies du type « rouille » affectant l'orge.

## Symptômes
La maladie de la rouille des feuilles se manifeste par des pustules, petites et circulaires, produisant une masse poudreuse spores de couleur brun-orange. Elles apparaissent sur les gaines foliaires et principalement sur la face supérieure des feuilles. Lorsqu'elles sont fortement infectées, les feuilles meurent prématurément.

## Cycle de la maladie
Le champignon peut passer l'hiver sous forme de mycélium dormant ou urédosores sur les cultures d'orge semées en automne ou sur des repousse spontanées. 
Au printemps la maladie se développe à une température comprise entre 15 et 22 °C, avec une humidité relative de 100 %, conditions optimales pour la sporulation et la germination des spores. 
L'expansion de la maladie est favorisé par un temps sec et venteux, et des nuits fraîches avec de la rosée, ce qui permet la dispersion des spores.
Vers la fin de la saison, les téleutosores sont formées et d'autres types de spores peuvent se former sur diverses plantes, qui toutefois ne jouent pas un rôle significatif dans le cycle direct de cette rouille, mais qui peuvent constituer de nouvelles  sources de virulence.
Les espèces du genre Ornithogalum sont des hôtes alternants qui permettent de développement de spermogonies de remplacement, mais ne jouent pas de rôle dans l'hivernage de Puccinia hordei.

## Importance économique
Aux États-Unis, la rouille naine de l'orge est considérée comme une maladie relativement mineure. Cependant des épidémies sporadiques ont eu lieu dans les régions du sud-est et du Midwest.
En France cette maladie est fréquemment retrouvée, avec des pressions variables dépendantes de plusieurs facteurs. Sous nos latitudes la rouille naine apparaît le plus souvent en fin de cycle, rarement avant la montaison.

## Pathotypes et résistance des plantes-hôtes
La plupart des cultivars d'orge cultivés aux États-Unis sont sensibles à Puccinia hordei.  
Dix-neuf gènes de résistances des plantules (Rph1 à Rph19) ont été identifiés, mais trois seulement (Rph3, 7 et 9) ont été transférés dans des cultivars commercialisés dans le monde.
Aux États-Unis, le gène Rph7 a permis de maîtriser effectivement la maladie pendant plus de vingt ans.  Toutefois en 1993, des pathotypes virulents à l'égard du gène de résistance Rph7 ont été identifiés en Virginie, en Californie et en Pennsylvanie.
Un gène hérité simplement conférant une résistance des plantes adultes à la rouille des feuilles de l'orge a été identifié récemment et appelé Rph20.
Le gène Rph20 provient d'une variété traditionnelle d'orge à deux rangs Hordeum laevigatum (ou Hordeum vulgare subsp. vulgare), apparentée au cultivar néerlandais 'Vada' (commercialisé dans les années 1950).
À ce jour, aucun pathotype virulent à l'égard du gène Rph20 n'a été signalé.